# Cuark encantado
El quark encantado (o quark c del inglés "quark charm") es una partícula elemental que pertenece a la segunda generación de quarks. Tiene una carga eléctrica igual a +⅔ de la carga elemental, un spin de ½, con lo cual es un fermión y cumple el principio de exclusión de Pauli, y una masa de 1,27 GeV . Como los demás quarks, el quark encantado tiene carga de color, y el antiquark encantado tiene carga de anticolor; sienten la interacción fuerte.
Originalmente, cuando Murray Gell-Mann y George Zweig desarrollaron el modelo de quarks en 1964, solo propusieron los quarks arriba, abajo y extraño. En 1970, Sheldon Glashow, John Iliopoulos, y Luciano Maiani propusieron el mecanismo GIM, que requería que los quarks debían existir a pares, igual que los leptones, prediciendo así la existencia del quark encantado. Más tarde, en 1974, se detectó la partícula J/ψ en el SLAC, la primera que estaba hecha de quarks encantados.
El quark encantado debe de tener una vida media corta, como los leptones de la segunda generación. La única evidencia es que forma hadrones que se desintegran pronto, pero la vida media del propio quark es muy difícil de medir debido a que se encuentra confinado (Confinamiento del color).
Este quark dota a los hadrones que forma con un número cuántico llamado 'encanto', que se define como el número de quarks encantados menos el número de antiquarks encantados que lo forman.

## Historia

### Predicción teórica

El mecanismo GIM explica la rareza de la desintegración de una en dos muones implicando al quark encanto (c) en el proceso.

En 1964, James Bjorken y Sheldon Lee Glashow teorizaron el "encanto" como un nuevo número cuántico. En aquel momento, se conocían cuatro leptones (el electrón, el muón y cada uno de sus neutrinos), pero Murray Gell-Mann propuso inicialmente sólo tres quarks. Bjorken y Glashow esperaban así establecer paralelismos entre los leptones y los quarks mediante su teoría. En palabras de Glashow, la conjetura procedía de "argumentos estéticos".
En 1970, Glashow, John Iliopoulos y Luciano Maiani propusieron un nuevo quark que se diferenciaba de los tres quarks conocidos hasta entonces por el número cuántico de encanto.. Además, predijeron la existencia de "partículas encantadas" y ofrecieron sugerencias sobre cómo producirlas experimentalmente. También sugirieron que el quark encantado podría proporcionar un mecanismo -el mecanismo GIM- para facilitar la unificación de las fuerzas de débil y electromagnético.

#### La apuesta del sombrero de Glashow
En la Conferencia sobre Espectroscopia Experimental de Mesones (EMS), celebrada en abril de 1974, Glashow presentó su ponencia "Charm: Un invento a la espera de ser descubierto". Glashow afirmó que, dado que era probable que existieran corrientes neutras, un cuarto quark era "muy necesario" para explicar la rareza de las desintegraciones de ciertos kaones. También hizo varias predicciones sobre las propiedades de los quarks encanto. Luego apostó, para la siguiente conferencia de EMS en 1976:
Sólo hay tres posibilidades:
- Encanto no se encuentra, y me como mi sombrero.
- Encanto se detecta usando espectroscopios de hadrones, y celebramos.
- Encanto es encontrado por forasteros,[15] y se comen sus sombreros.[13]

En agosto de 1976, en The New York Times, Glashow recordó su apuesta y comentó que "el vino de John [Iliopoulos] y mi sombrero se habían salvado por los pelos". En la siguiente conferencia de EMS, los espectroscopistas comieron sombreros de caramelo mexicanos suministrados por los organizadores.

#### La apuesta del vino de Iliopoulos
En julio de 1974, en la 17.ª Conferencia Internacional sobre Física de Altas Energías (ICHEP), Iliopoulos dijo:
He ganado ya varias botellas de vino apostando por las corrientes neutras y estoy dispuesto a apostar ahora un caso entero a que si las sesiones de interacción débil de esta conferencia estuvieron dominadas por el descubrimiento de las corrientes neutras, toda la siguiente conferencia estará dominada por el descubrimiento de las partículas encantadas..
En 1976, Frank Close escribió un artículo en Nature "Iliopoulos ganó su apuesta", comentando que la 18.ª ICHEP estuvo "de hecho dominada por ese mismo descubrimiento". Sin embargo, nadie pagó sus apuestas a Iliopoulos.

### Descubrimiento
Glashow predijo que el quark down de un protón podría absorber una W+ y convertirse en un quark encantado. Entonces el protón se transformaría en un barión encantado antes de decaer en varias partículas, incluyendo un barión lambda. A finales de mayo de 1974, Robert Palmer y Nicholas P. Samios encontraron un suceso que generaba un barión lambda en su cámara de burbujas del Brookhaven National Laboratory. Palmer tardó meses en convencerse de que la lambda procedía de una partícula encantada. Sin embargo, el imán de la cámara de burbujas falló en octubre de 1974, y no se encontraron con el mismo suceso. Ambos publicaron finalmente el suceso a principios de 1975. Michael Riordan comentó que este suceso era "ambiguo" y "alentador pero no convincente"..

#### El mesón J/psi (1974)
En 1974, Samuel C. C. Ting buscaba partículas encantadas en el Laboratorio Nacional de Brookhaven (BNL). Su equipo utilizaba un detector de pares de electrones. A finales de agosto, encontraron un pico a 3,1 GeV, y la anchura de la señal era inferior a 5 eV. Finalmente, el equipo se convenció de que había observado una partícula masiva y la bautizó con el nombre de "J". Ting consideró anunciar su descubrimiento en octubre de 1974, pero pospuso el anuncio debido a su preocupación por la relación μ/π.. 
Mientras tanto, el equipo de Burton Richter en el Stanford Linear Accelerator Center (SLAC) realizó experimentos los días 9 y 10 de noviembre de 1974. También encontraron una alta probabilidad de interacción a 3,1 GeV. Llamaron a la partícula "psi". El 11 de noviembre de 1974, Richter se encuentra con Ting en el SLAC. Y ese día anuncian su descubrimiento.
Los teóricos inmediatamente comenzaron a analizar la nueva partícula. Se demostró que tiene una vida útil en la escala de 10−20 segundos, lo que sugiere características especiales. Thomas Appelquist y David Politzer sugirieron que la partícula estaba compuesta por un quark encantado y un antiquark encantado, con su spin alineado en paralelo. Los dos llamaron a esta configuración "charmonium". Charmonium tendría dos formas: "orthocharmonium", donde los giros de los dos quarks son paralelos, y "paracharmonium", donde los giros alinear de manera opuesta. Murray Gell-Mann también creía en la idea del charmonium. Sin embargo, algunos otros teóricos como Richard Feynman inicialmente pensaron que la nueva partícula consistía en un up quark con un encantador antiquark.
El 15 de noviembre de 1974, Ting y Richter emitieron un comunicado de prensa sobre su descubrimiento. El 21 de noviembre, SPEAR en el SLAC encontró una resonancia de la partícula J/psi a 3,7 GeV, como predijeron Martin Breidenbach y Terence Goldman. A esta partícula se la llamó ψ'("psi-prime"). A finales de noviembre, Appelquist y Politzer publicaron su artículo teorizando el charmonio. Además, Glashow y Álvaro De Rujula también publicaron un artículo titulado "Is Bound Charm Found?", en el que utilizaban el quark encanto y la libertad asintótica para explicar las propiedades del mesón J/psi.
Finalmente, el 2 de diciembre de 1974, Physical Review Letters (PRL) publicó los artículos del descubrimiento de J y psi, por Ting y Richter respectivamente. El descubrimiento de la psi-prima se publicó la semana siguiente. A continuación, el 6 de enero de 1975, PRL publicó nueve artículos teóricos sobre la partícula J/psi. Cinco de ellos "promovían la hipótesis del encanto y sus variaciones", según Michael Riordan.

#### Otras partículas encantadas (1975-1977)
En abril de 1975, E. G. Cazzoli et al., incluyendo a Palmer y Samios, publicaron su anterior evidencia ambigua para el barión encantado. Cuando se celebró el Simposio Leptón-Fotón en agosto de 1975, se habían descubierto ocho nuevas partículas pesadas. Sin embargo, estas partículas tienen un encanto total cero. A partir del otoño de ese año, los físicos empezaron a buscar partículas con un encanto neto o "desnudo".
El 3 de mayo de 1976, en el SLAC, Gerson Goldhaber y François Pierre identificaron un pico 1,87 GeV, que sugería la presencia de un mesón D neutro encantado según la predicción de Glashow. El 5 de mayo, ambos publicaron un memorándum conjunto. De este modo se había descubierto el "encanto desnudo". En la 17.ª Conferencia Internacional sobre Física de Altas Energías se descubrieron más partículas encantadas. Riordan observó que en la conferencia "surgieron pruebas sólidas del encanto sesión tras sesión", confirmando la existencia del quark encanto. Finalmente, el mesón extraño encantado se descubrió en 1977.

### Investigación posterior y actual
En 2002, la Colaboración SELEX en Fermilab publicó la primera observación del barión doblemente encantado Ξ+
cc. Se trata de una partícula de tres quarks que contiene dos quarks encanto. El equipo descubrió que los bariones doblemente encantados con un quark up son más masivos y tienen una mayor tasa de producción en comparación con los que tienen un quark down.. 
En 2007, los experimentos BaBar y Belle comunicaron sendas pruebas de la mezcla de dos mesones neutros encantados: D0 y antiD0. Las pruebas confirmaron que la tasa de mezcla es pequeña, como predice el modelo estándar. Ninguno de los dos estudios encontró pruebas de violación de CP entre las desintegraciones de las dos partículas encantadas.
En 2022, la Colaboración NNPDF encontró evidencia de que los quarks encanto intrínsecos existen en el protón. Ese mismo año, los físicos también llevaron a cabo una búsqueda directa de las desintegraciones del bosón de Higgs en quarks encanto utilizando el detector ATLAS. Han determinado que el acoplamiento Higgs-charm es más débil que el acoplamiento Higgs-bottom.

## Presencia
Hadrones que contienen quarks encantados:
Mesones
- Todos los tipos de mesones D están formados por un quark (o un antiquark) encantado.
- La partícula J/ψ es el estado formado por el quark encantado y el antiquark encantado. También se conoce como 'encantonio' ('charmonium' en inglés)
- El mesón B encantado también tiene el quark o el antiquark encantado.

Bariones
- Las partículas lambda encantada (Λ+c) y omega neutra encantada (Ω0c) contienen uno.
- Las xi encantadas (Ξ+c y Ξ0c), formadas también por un quark encantado.